# Gregorio Marañón
Gregorio Marañón y Posadillo (Madrid, 19 maggio 1887 – Madrid, 27 marzo 1960) è stato un medico, scrittore e filosofo spagnolo.

## Biografia
In qualità di medico si interessò soprattutto di endocrinologia, con lavori di rinomanza internazionale, allo scoppio della guerra civile emigrò in Francia e in America per rientrare in Spagna nel 1941.
Scrisse anche vari lavori sulla storia e le scienze sociali, viste dal lato psicologico oltre che patologico: Tres ensayos sobre la vida sexual (Il problema dei sessi, 1926) e La evoluciòn de la sexualidad y los estados intersexuales (L'evoluzione della sessualità e gli stadi intersessuali, del 1930).
Più rigorose dal punto di vista scientifico le biografie sul filosofo Juan Luis Vives del 1942 e sullo scienziato spagnolo Santiago Ramón y Cajal del 1950.

## Opere
- Tres ensayos sobre la vida sexual, 1926 - Il problema dei sessi
- La evoluciòn de la sexualidad y los estados intersexuales, 1930 - L'evoluzione della sessualità e gli stadi intersessuali
- Ensayo biologico sobre enrico IV de Castilla, 1930 - Saggio biologico su Enrico IV di Castiglia
- Las ideas biologicas del Padre Feijò, 1934 - Le idee biologiche di Padre Feijò